# Cadafaz e Colmeal
Cadafaz e Colmeal (oficialmente: União das Freguesias de Cadafaz e Colmeal) é uma freguesia portuguesa do município de Góis, com 70,16 km² de área e 320 habitantes (censo de 2021). A sua densidade populacional é 4,6 hab./km².

## História
Foi constituída em 2013, no âmbito de uma reforma administrativa nacional, pela agregação das antigas freguesias de Cadafaz e Colmeal e tem a sede em Cadafaz.

## Aldeias
Candosa, Cadafaz, Mestras, Corterredor, Tarrastal, Cabreira, Sandinha, Capelo, Colmeal, Quinta de Bolide, Malhada, Carrimá, Foz da Cova, Souto, Aldeia Velha, Carvalhal, Salgado, Saião, Sobral, Adela, Açor, Vale de Asna, Roçaio, Loural, Coiço, Ribeiro de Além e Quinta das Águias.

## Demografia
A população registada nos censos foi:
| Distribuição da População por Grupos Etários | Distribuição da População por Grupos Etários | Distribuição da População por Grupos Etários | Distribuição da População por Grupos Etários | Distribuição da População por Grupos Etários | Distribuição da População por Grupos Etários |
| -------------------------------------------- | -------------------------------------------- | -------------------------------------------- | -------------------------------------------- | -------------------------------------------- | -------------------------------------------- |
| Antes da agregação                           |                                              |                                              |                                              |                                              |                                              |
| Ano                                          | 0-14 anos                                    | 15-24 anos                                   | 25-64 anos                                   | >= 65 anos                                   | Total                                        |
| 2001                                         | 45                                           | 53                                           | 180                                          | 234                                          | 512                                          |
| 2011                                         | 31                                           | 14                                           | 121                                          | 182                                          | 348                                          |
| Após a agregação                             |                                              |                                              |                                              |                                              |                                              |
| Ano                                          | 0-14 anos                                    | 15-24 anos                                   | 25-64 anos                                   | >= 65 anos                                   | Total                                        |
| 2021                                         | 16                                           | 14                                           | 117                                          | 173                                          | 320                                          |